# Styx (álbum)
Styx es el álbum de estudio debut de la banda estadounidense Styx, publicado en 1972.

## Lista de canciones
| Lado A | |                                |          |  |
| N.º    | Título | Vocalista principal            | Duración |  |
| 1.     | «Movement for the Common Man" - a. "Children of the Land" - b. "Street Collage" - c. "Fanfare for the Common Man" - d. "Mother Nature's Matinee» | a. Young, c. Young, D. DeYoung | 13:11    |  |
| 2.     | «Right Away» | Young                          | 3:40     |  |

| Lado B |                                 |                     |          |  |
| N.º    | Título                          | Vocalista principal | Duración |  |
| 3.     | «What Has Come Between Us»      | DeYoung             | 4:53     |  |
| 4.     | «Best Thing»                    | DeYoung, Young      | 3:13     |  |
| 5.     | «Quick Is the Beat of My Heart» | Young               | 3:49     |  |
| 6.     | «After You Leave Me»            | Young               | 4:00     |  |

## Listas
Sencillos - Billboard (Estados Unidos)
| Año  | Sencillo     | Lista       | Posición |
| ---- | ------------ | ----------- | -------- |
| 1972 | "Best Thing" | Pop Singles | 82       |

## Créditos
- Dennis DeYoung – voz, teclados
- James Young – voz, guitarras
- John Curulewski – voz, guitarras
- Chuck Panozzo – bajo
- John Panozzo – batería, percusión